# Alexander Laukart
Alexander Laukart (Hamburg, 25 oktober 1998) is een Duits voetballer die als middenvelder of aanvaller speelt. 

## Clubloopbaan
Laukart speelde in de jeugd van FC St. Pauli. Vervolgens maakte hij de overstap naar de jeugdopleiding van VfL Wolfsburg, om daarna weer terug te keren bij FC St. Pauli. Van 2015 tot 2017 kwam Laukart uit in de jeugdopleiding van Borussia Dortmund, waar hij achtereenvolgens speelde voor de onder 17 en onder 19. Met het laatste team speelde hij in de UEFA Youth League.
In de zomer van 2017 maakte hij de overstap naar FC Twente, waar hij een contract tekende voor drie jaar. Op 13 augustus 2017 maakte hij in een uitwedstrijd tegen Feyenoord met een invalbeurt zijn debuut in de Eredivisie. In zijn eerste seizoen in Nederland was hij voornamelijk reservespeler. Met FC Twente degradeerde hij in 2018 naar de Eerste divisie. In het seizoen 2019/20 speelde hij voor FC Den Bosch. Medio 2020 ging Laukart naar Türkgücü München.

## Clubstatistieken
| Seizoen | Club                | Competitie        | Competitie | Competitie | Beker | Beker | Internationaal | Internationaal | Totaal | Totaal |
| Seizoen | Club                | Competitie        | Wed.       | Dlp.       | Wed.  | Dlp.  | Wed.           | Dlp.           | Wed.   | Dlp.   |
| ------- | ------------------- | ----------------- | ---------- | ---------- | ----- | ----- | -------------- | -------------- | ------ | ------ |
| 2017/18 | FC Twente           | Eredivisie        | 8          | 0          | 1     | 0     | —              | —              | 9      | 0      |
| 2017/18 | Jong FC Twente      | Derde divisie     | 6          | 0          | —     | —     | —              | —              | 6      | 0      |
| 2018/19 | FC Twente           | Eerste divisie    | 3          | 0          | 1     | 0     | —              | —              | 4      | 0      |
| 2019/20 | FC Den Bosch        | Eerste divisie    | 16         | 6          | 1     | 0     | —              | —              | 17     | 6      |
| 2020/21 | Türkgücü München    | 3.Liga            | 8          | 0          | 0     | 0     | 0              | 0              | 8      | 0      |
| 2021/22 | Union Titus Pétange | Nationaldivisioun | 13         | 0          | 1     | 0     | 0              | 0              | 14     | 0      |
| Totaal  | Totaal              | Totaal            | 54         | 6          | 4     | 0     | 0              | 0              | 58     | 6      |

## Erelijst
| Eerste divisie | 1 | 2018/19 |